# ویتیگهاوزن
ویتیگهاوزن (به آلمانی: Wittighausen) یک شهر در آلمان است که در ماین-تاوبر واقع شده‌است. ویتیگهاوزن ۱٬۷۳۱ نفر جمعیت دارد.